# Aeródromo Juan Domingo Perón
El Aeródromo Juan Domingo Perón (IATA: MJR - OACI: SA14/SAEM - FAA: IRA) es un aeropuerto argentino que da servicio a la ciudad de Miramar, Buenos Aires.
Localizado en la ruta provincial 77, cuenta con tres pistas (la mayor de 1668 m) y una torre de control inaugurada en 1997 que permite el arribo de pequeñas aeronaves. En Verano, recibe dos veces por semana vuelos de la aerolínea LADE provenientes del Aeroparque Jorge Newbery de la ciudad de Buenos Aires.
Lleva el nombre de Juan Domingo Perón (Lobos, Buenos Aires, 8 de octubre de 1895 – Olivos, 1 de julio de 1974) quien fuera un político, militar y presidente argentino en tres ocasiones.